# Nastri d'argento 2015
La 70ª edizione dei Nastri d'argento si è tenuta il 27 giugno 2015 al Teatro antico di Taormina.
Le candidature sono state annunciate il 29 maggio al MAXXI di Roma, nella stessa occasione sono stati consegnati il Nastro alla carriera a Ninetto Davoli ed i Nastri europei a Laura Morante e Lambert Wilson.
Alla Casa del cinema di Roma sono stati consegnati i Nastri ai documentari il 3 marzo e il 14 aprile i Corti d'argento.
La cerimonia di premiazione è stata trasmessa il 3 luglio su Rai 1 in seconda serata.

## Vincitori e candidati
I vincitori sono indicati in grassetto, a seguire gli altri candidati.

### Regista del miglior film
- Paolo Sorrentino - Youth - La giovinezza
- Saverio Costanzo - Hungry Hearts
- Matteo Garrone - Il racconto dei racconti - Tale of Tales
- Nanni Moretti - Mia madre
- Francesco Munzi - Anime nere

### Migliore regista esordiente
- Edoardo Falcone - Se Dio vuole
- Michele Alhaique - Senza nessuna pietà
- Laura Bispuri - Vergine giurata
- Duccio Chiarini - Short Skin - I dolori del giovane Edo
- Eleonora Danco - N-capace

### Migliore commedia
- Noi e la Giulia di Edoardo Leo
- Fino a qui tutto bene di Roan Johnson
- Il nome del figlio di Francesca Archibugi
- Italiano medio di Maccio Capatonda
- Latin Lover di Cristina Comencini

### Miglior produttore
- Luigi e Olivia Musini - Anime nere, Torneranno i prati e Last Summer
- Domenico Procacci e Nanni Moretti - Mia madre
- Fulvio e Federica Lucisano - Noi e la Giulia e Scusate se esisto!
- Lorenzo Mieli e Mario Gianani - Hungry Hearts e Se Dio vuole
- Nicola Giuliano, Francesca Cima e Carlotta Calori - Il ragazzo invisibile e Youth - La giovinezza

### Miglior soggetto
- Alessandro Fabbri, Ludovica Rampoldi e Stefano Sardo - Il ragazzo invisibile
- Riccardo Rossi, Chiara Barzini e Luca Infascelli - La prima volta (di mia figlia)
- Edoardo De Angelis e Filippo Gravino - Perez.
- Duccio Chiarini ed Ottavia Madeddu - Short Skin - I dolori del giovane Edo
- Gaetano Di Vaio - Take Five

### Migliore sceneggiatura
- Francesco Munzi, Fabrizio Ruggirello, Maurizio Braucci con la collaborazione di Gioacchino Criaco - Anime nere
- Nanni Moretti, Francesco Piccolo e Valia Santella - Mia madre
- Francesca Archibugi e Francesco Piccolo - Il nome del figlio
- Matteo Garrone, Edoardo Albinati, Ugo Chiti e Massimo Gaudioso - Il racconto dei racconti - Tale of Tales
- Paolo Sorrentino - Youth - La giovinezza

### Migliore attore protagonista
- Alessandro Gassmann - Il nome del figlio e I nostri ragazzi
- Pierfrancesco Favino - Senza nessuna pietà
- Fabrizio Ferracane, Marco Leonardi e Peppino Mazzotta - Anime nere
- Riccardo Scamarcio - Nessuno si salva da solo
- Luca Zingaretti - Perez.

### Migliore attrice protagonista
- Margherita Buy - Mia madre
- Ambra Angiolini - La scelta
- Paola Cortellesi - Scusate se esisto!
- Alba Rohrwacher - Vergine giurata e Hungry Hearts
- Jasmine Trinca - Nessuno si salva da solo

### Migliore attore non protagonista
- Claudio Amendola - Noi e la Giulia
- Stefano Fresi - Ogni maledetto Natale e La prima volta (di mia figlia)
- Adriano Giannini - Senza nessuna pietà e La foresta di ghiaccio
- Luigi Lo Cascio - I nostri ragazzi
- Francesco Scianna - Latin Lover

### Migliore attrice non protagonista
- Micaela Ramazzotti - Il nome del figlio
- Barbora Bobuľová - I nostri ragazzi e Anime nere
- Valeria Bruni Tedeschi - Latin Lover
- Giovanna Ralli - Un ragazzo d'oro
- Carla Signoris - Le leggi del desiderio

### Migliore fotografia
- Luca Bigazzi - Youth - La giovinezza
- Fabio Cianchetti - Hungry Hearts
- Michele D'Attanasio - La foresta di ghiaccio
- Fabio Olmi - Torneranno i prati
- Vladan Radovic - Anime nere e Vergine giurata

### Migliore scenografia
- Dimitri Capuani - Il racconto dei racconti - Tale of Tales
- Ludovica Ferrario - Youth - La giovinezza
- Rita Rabassini - Il ragazzo invisibile
- Tonino Zera - Romeo and Juliet e Soap opera
- Paki Meduri - Noi e la Giulia

### Migliori costumi
- Massimo Cantini Parrini - Il racconto dei racconti - Tale of Tales
- Alessandro Lai - Latin Lover
- Lina Nerli Taviani - Maraviglioso Boccaccio
- Carlo Poggioli - Youth - La giovinezza e Romeo and Juliet
- Paola Ronco - La solita commedia - Inferno

### Migliore montaggio
- Cristiano Travaglioli - Anime nere e Youth - La giovinezza
- Clelio Benevento - Mia madre
- Esmeralda Calabria - Il nome del figlio
- Francesca Calvelli - Hungry Hearts e Latin Lover
- Marco Spoletini - Il racconto dei racconti - Tale of Tales

### Migliore sonoro in presa diretta
- Maricetta Lombardo - Il racconto dei racconti - Tale of Tales
- Antongiorgio Sabia - I nostri ragazzi
- Remo Ugolinelli - Il nome del figlio
- Vincenzo Urselli - Perez.
- Alessandro Zanon - Mia madre

### Migliore colonna sonora
- Nicola Piovani - Hungry Hearts
- Ezio Bosso e Federico De Robertis - Il ragazzo invisibile
- Paolo Fresu - Torneranno i prati e Vinodentro
- Raphael Gualazzi - Un ragazzo d'oro
- Orchestra di piazza Vittorio - Pitza e datteri
- Giuliano Taviani e Carmelo Travia - Maraviglioso Boccaccio e Ogni maledetto Natale

### Migliore canzone originale
- Sei mai stata sulla Luna? di Francesco De Gregori - Sei mai stata sulla Luna?
- Cocciu d'amuri  di Lello Analfino - Andiamo a quel paese
- Mocca alla crisi di Pivio e Aldo De Scalzi, Claudio Pacini, Antonello De Leo, e Pietro Loprieno interpretata da Aldo De Scalzi - Le frise ignoranti
- Time for My Prayers di Raphael Gualazzi, Giuliano Sangiorgi e la partecipazione di Erica Mou interpretata da Raphael Gualazzi - Un ragazzo d'oro
- Buonesempio di Giordano Corapi e Roberta Serretiello - Take Five
- Morirò d'incidente stradale di I Gatti mezzi - Fino a qui tutto bene

### Miglior casting director
- Francesco Vedovati - Il ragazzo invisibile e Maraviglioso Boccaccio
- Elisabetta Boni - Il nome del figlio
- Laura Muccino - Latin Lover
- Annamaria Sambucco - Youth - La giovinezza (per il casting italiano)
- Paola Rota e Raffaele Di Florio - Il giovane favoloso

### Nastro d'argento speciale
- Ninetto Davoli alla carriera
- Douglas Kirkland alla carriera
- Giulia Lazzarini
- Adriana Asti
- Fango e Gloria - La Grande Guerra
- Cristina Comencini

### Film dell'anno
- Il giovane favoloso a Mario Martone, Palomar e Elio Germano

### Nastri europei
- Laura Morante
- Lambert Wilson

### Premio Guglielmo Biraghi
- Greta Scarano - Senza nessuna pietà
- Simona Tabasco - Perez.'ì

#### Menzioni speciali
- Silvia D'Amico - Fino a qui tutto bene
- Niccolò Calvagna - Un Natale stupefacente e Mio papà

### Premio Nino Manfredi
- Paola Cortellesi - Scusate se esisto!

#### Premio speciale
- Lillo & Greg - Un Natale stupefacente

### Premi dei partner

#### Premio Hamilton behind the camera
- Luca Zingaretti - Perez.

#### Premio Porsche 911 Targa - Tradizione e innovazione
- Adriano Giannini - La foresta di ghiaccio e Senza nessuna pietà

#### Premio Persol al personaggio dell'anno
- Elio Germano

#### Premio Cusumano alla commedia
- Serena Autieri - Si accettano miracoli

#### Premio Wella per l'immagine
- Simona Tabasco - Perez.

### Nastri d'argento per i documentari

#### Miglior documentario (cinema del reale)
- Triangle di Costanza Quatriglio
- Come il peso dell'acqua di Andrea Segre
- La zuppa del demonio di Davide Ferrario
- Sul vulcano di Gianfranco Pannone
- The Special Need di Marco Zoratti

#### Miglior documentario (cinema e spettacolo)
- Gian Luigi Rondi: vita, cinema, passione di Giorgio Treves
- Giulio Andreotti - Il cinema visto da vicino di Tatti Sanguineti
- Nessuno siamo perfetti di Giancarlo Soldi
- Poltrone rosse: Parma e il cinema di Francesco Barilli
- Senza Lucio di Mario Sesti

#### Segnalazioni speciali ai migliori docufilm
- Belluscone - una storia siciliana di Franco Maresco
- La trattativa di Sabina Guzzanti
- Dancing with Maria di Ivan Gergolet
- Io sto con la sposa di Antonio Augugliaro, Gabriele Del Grande e Khaled Soliman al Nassiry
- The show MAS go on di Rä di Martino

#### Nastri dell'anno
- Felice chi è diverso di Gianni Amelio
- Italy in a Day - Un giorno da italiani di Gabriele Salvatores
- Quando c'era Berlinguer di Walter Veltroni

#### Premio speciale della giuria
- La scuola d'estate di Jacopo Quadri

#### Premi speciali
- La zuppa del demonio di Davide Ferrario
- Giulio Andreotti - Il cinema visto da vicino di Tatti Sanguineti
- Nessuno siamo perfetti di Giancarlo Soldi

#### Nastro d'argento speciale
- Marco Spagnoli

#### Migliore protagonista nei documentari dell'anno
- Jana in Qualcosa di noi

#### Menzione speciale
- 9x10 novanta

### Corti d'argento

#### Miglior cortometraggio
- Sonderkommando di Nicola Ragone
- A Ciambra di Jonas Carpignano
- Child K di Roberto De Feo e Vito Palumbo
- Lievito madre di Fulvio Risuleo
- L'impresa di Davide Labanti
- D.U.G.U. di Michela Andreozzi
- Il premio di Francesca Mazzoleni
- Il serpente di Nicola Prosatore
- Mona Blonde di Grazia Tricarico
- Ore 12 di Toni D'Angelo
- Remember di Federico Zampaglione
- Thriller di Giuseppe Marco Albano

#### Miglior cortometraggio d'animazione
- L'attesa del maggio di Simone Massi
- Aubade di Mauro Carraro
- Facing Off di Maria Di Razza
- Imperium vacui di Massimo Ottoni e Linda Kelvink
- La valigia di Pier Paolo Paganelli
- The Age of Rust di Francesco Aber e Alessandro Mattei

#### Cinquina per il sociale
- A New Family di Simone Manetti
- A tutto tondo di Andrea Bosca
- Il sorriso di Candida di Angelo Caruso e Rita Bugliosi
- Sulla poltrona del Papa di Cristiana Capotondi
- Un'altra storia di Gabriele Pignotta

#### Migliori attori di cortometraggi
- Luca Argentero e Francesco Montanari per Mala vita

#### Menzioni speciali
- Roberto De Feo e Vito Palumbo per Child K
- Marco Pontecorvo e Maurizio Forestieri per gli inserti d'animazione nel film Tempo instabile con probabili schiarite
- Andrea Bosca per A tutto tondo
- Brando De Sica per L'errore

#### Cinemaster
- Fulvio Risuleo per Lievito madre

## Statistiche vittorie/candidature
- 3/8 - Youth - La giovinezza
- 3/7 - Anime nere
- 3/6 - Il racconto dei racconti - Tale of Tales
- 2/7 - Il nome del figlio
- 2/5 - Il ragazzo invisibile
- 2/4 - Noi e la Giulia
- 1/6 - Hungry Hearts
- 1/5 - Mia madre
- 1/4 - I nostri ragazzi
- 1/3 - Maraviglioso Boccaccio
- 1/3 - Torneranno i prati
- 1/2 - Se Dio vuole
- 1/1 - Last Summer
- 1/1 - Sei mai stata sulla Luna?
- 0/6 - Latin Lover
- 0/3 - Perez.
- 0/3 - Un ragazzo d'oro
- 0/3 - Senza nessuna pietà
- 0/3 - Vergine giurata
- 0/2 - Fino a qui tutto bene
- 0/2 - La foresta di ghiaccio
- 0/2 - Nessuno si salva da solo
- 0/2 - Ogni maledetto Natale
- 0/2 - La prima volta (di mia figlia)
- 0/2 - Romeo and Juliet
- 0/2 - Scusate se esisto!
- 0/2 - Short Skin - I dolori del giovane Edo
- 0/2 - Take Five
- 0/1 - Andiamo a quel paese
- 0/1 - Le frise ignoranti
- 0/1 - Il giovane favoloso
- 0/1 - Italiano medio
- 0/1 - Le leggi del desiderio
- 0/1 - N-capace
- 0/1 - Pitza e datteri
- 0/1 - La scelta
- 0/1 - Soap opera
- 0/1 - La solita commedia - Inferno
- 0/1 - Vinodentro